# L'ultimo giorno (film 2003)
L'ultimo giorno è un cortometraggio del 2003 diretto da Alex Infascelli.